# 帕拉韋拉峰
77°29′S 168°59′E / 77.483°S 168.983°E
帕拉韋拉峰（英語：Parawera Cone），是南極洲的山峰，位於羅斯島，處於安利峰西北面1.9公里的特卡波嶺東北端，屬於凱爾山的一部分，海拔高度約1,300米，現時由南極條約體系管理。